# NGC 667
NGC 667 é uma galáxia lenticular (S0) localizada na direcção da constelação de Cetus. Possui uma declinação de -22° 55' 09" e uma ascensão recta de 1 horas, 44 minutos e 56,6 segundos.
A galáxia NGC 667 foi descoberta em 1886 por Frank Müller.